# Saurenhäuschen
Saurenhäuschen ist ein Wohnplatz im Norden der bergischen Großstadt Wuppertal.

## Lage und Beschreibung
Der Wohnplatz liegt im Wohnquartier Dönberg im Stadtbezirk Uellendahl-Katernberg an der heutigen Höhenstraße bei der katholischen Kirche auf einer Höhe von 300 m ü. NHN. Der ursprüngliche Wohnplatz ist in der Wohnbebauung entlang der Höhenstraße aufgegangen. 
Benachbarte Orte sind neben Dönberg die Wohnplätze und Hofschaften Katzenbruch, Adamshäuschen, Pastorat, Steinshaus und Bergmannshaus.
In der lokalen Mundart wurde der Ort auch als suurenhüsken bezeichnet.

## Geschichte
Im 19. Jahrhundert gehörte Saurenhäuschen zu den Ortschaften der Bauerschaft und der Kirchengemeinde Dönberg in der Bürgermeisterei Hardenberg, die 1935 in Neviges umbenannt wurde. Damit gehörte es von 1816 bis 1861 zum Kreis Elberfeld und ab 1861 zum alten Kreis Mettmann. 
Im Gemeindelexikon für die Provinz Rheinland von 1888 werden für Saurenhäuschen drei Wohnhäuser mit 43 Einwohnern angegeben. Der Ort wird zu dieser Zeit Sauernhäuschen genannt.
In Saurenhäuschen befand sich das katholische Pastorat Dönbergs. Dort stand auch bis zum Abriss 1974 das Haus der Küsters der katholischen Gemeinde Dönbergs.
Mit der Kommunalreform von 1929 wurde der südliche Teil von Dönberg abgespalten und mit weiteren, außerhalb von Dönberg liegenden Nevigeser Ortschaften in die neu gegründete Stadt Wuppertal eingemeindet, der Rest Dönbergs mit Saurenhäuschen verblieb zunächst bei Neviges. Durch die nordrhein-westfälische Gebietsreform kam Neviges mit Beginn des Jahres 1975 zur Stadt Velbert und das restliche Dönberg wurde ebenfalls in Wuppertal eingemeindet.